# Namzy
Namzy (russisch На́мцы; jakutisch Нам, Nam) ist ein Dorf (selo) in der Republik Sacha (Jakutien) in Russland mit 8890 Einwohnern (Stand 14. Oktober 2010).

## Geographie
Der Ort liegt etwa 80 km Luftlinie nördlich der Republikhauptstadt Jakutsk am Südostrand der Mitteljakutischen Niederung, an der linken Flanke des Lenatals, etwa 5 km vom dort bis zu 4 km breiten Hauptarm des Flusses entfernt.
Namzy ist Verwaltungszentrum des Ulus Namski. Das Dorf ist Sitz und einzige Ortschaft der Landgemeinde (selskoje posselenije) Lenski nasleg.

## Geschichte
Das Dorf ist als eine der ältesten jakutischen Ansiedlungen spätestens zu Beginn des 17. Jahrhunderts entstanden. Seit 1930 ist Namzy Verwaltungssitz des nach ihm benannten Ulus (Rajons) in der heutigen Form.

### Bevölkerungsentwicklung
| Jahr | Einwohner |
| ---- | --------- |
| 1939 | 601       |
| 1959 | 2810      |
| 1970 | 4484      |
| 1979 | 5167      |
| 1989 | 6631      |
| 2002 | 8249      |
| 2010 | 8890      |

Anmerkung: Volkszählungsdaten

## Verkehr
Namzy ist Endpunkt der Regionalstraße R503, die ausgehend von Jakutsk dem linken Lenaufer flussabwärts folgt.